# 豪格施泰因山
48°30′30″N 13°40′13″E / 48.50833°N 13.67028°E

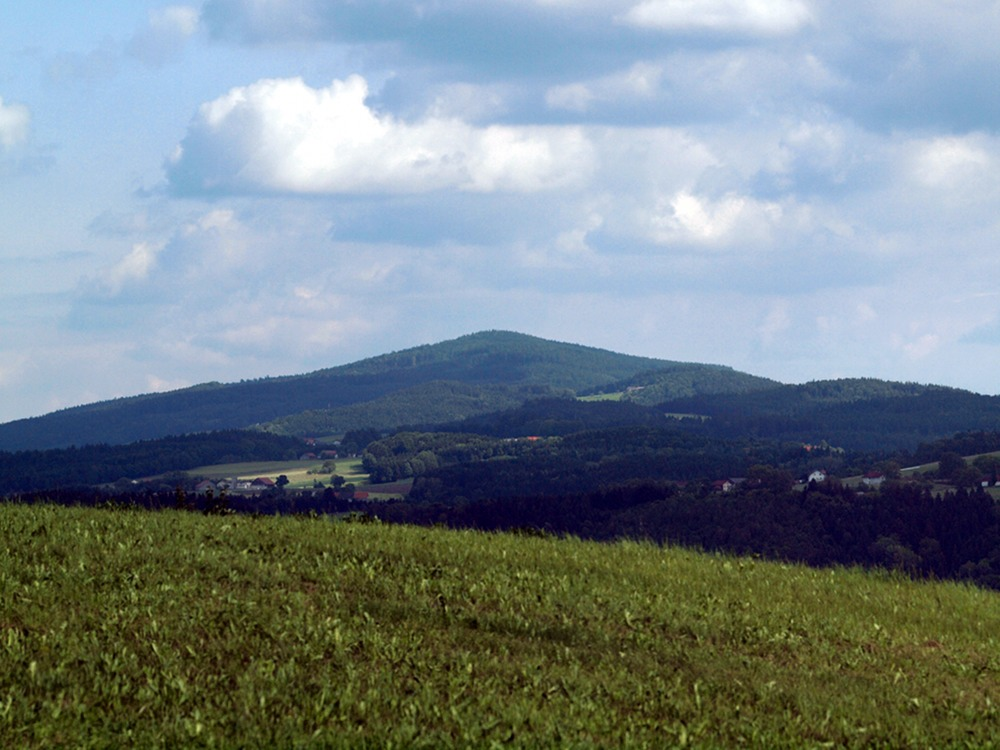

豪格施泰因山（德語：Haugstein），是奧地利的山峰，位於該國北部，由上奧地利州負責管轄，距離首都維也納200公里，海拔高度895米，每年平均降雨量1,462毫米。